# Alberto Randegger (1880-1918)
Pour l’article homonyme, voir Alberto Randegger (1832-1911).
Pour les articles homonymes, voir Randegger.
Alberto Randegger, né le 3 août 1880 à Trieste et mort le 7 octobre 1918 à Milan, est un violoniste et compositeur italien. Il est le neveu d'Alberto Randegger.

## Biographie
Alberto Randegger accompagne son oncle lorsque celui-ci part à Londres. Il se produit notamment comme violoniste lors d'un concert symphonique dirigé par son oncle. Il suit notamment des cours au Royal College of Music. Il retourne ensuite vivre à Milan. Il compose un court opéra, L'ombra di Werther, créé à Trieste en 1899, ainsi qu'un concerto pour violon.

## Œuvres
Il est l'auteur de nombreuses pièces pour piano et de mélodies.

### Opéra
- L'ombra di Werther (Trieste, 1899)

### Musique concertante
- Concerto pour violon